# 薩孟武
萨孟武（1897年3月10日—1984年4月13日），名本炎，字孟武，以字行，福建省福州人，中華民國政治学、法學學者，憲法學術大家，曾任國民參政會參政員、立法委員，是少數被學院派的學者認同是分析解闢中華民國憲法的專家。
萨孟武对中国传统政治思想、制度、理论的研究，能不落俗套，深入浅出，贯通中西，对中国政治学的形成影响很大。几本随笔式的小书，以小说解说学术观念，独具特色，也颇得读者欢迎。
薩氏留學日本十年，對於中華民國憲法有著精闢的見解，批評早年時期的國民大會代表之言筆，被部分前司法院大法官曾用來解釋憲法。薩氏來台講學，愛護後進，不分省籍。臺大政治學系前主任彭明敏在辭世前的專書序言，特別說要「以近百歲滿腔的感激感動」，將書獻給薩教授。

## 生平
1897年，生于福州安泰河边朱紫坊。1903年，入家塾，同学中有堂兄师俊、堂弟本焮和胞弟本钧。1905年，就读第二公立小学。后因鼠疫辍学。1907年至1911年：就读明伦小学，同学中有同族的本铁、本刚、本栋、本澄等。1911年，入林长民所办私立法政附中。1912年，留學日本，入成城中学三年。曾与吴清源之父吴毅同住，学会围棋。1916年，补习一年后入第一高等学校。一年后转到第三高等学校。1921年至1923年，京都帝国大学法学部政治系，获法学士学位。
1924年，回国，在上海以译书、撰文为生。曾主编反对共产主义的杂志《孤军》（后改名《独立青年》）一年，同人中有何公敢、周佛海、郭心崧、陶希圣等，多为日本帝国大学毕业生。期间曾在大夏大学兼课。1925年，开始编著《中国社会政治史》（1944年出版）。1927年，与《孤军》社同人整个加入国民党政治部宣传处，任编辑科科长。主任吴稚晖，副主任为陈铭枢及刘文岛。1928年，在南京中央陸軍軍官學校任编辑部主任，上校衔。政治部主任周佛海，总教官陶希圣。1930年，在國立中央政治學校大學部教授兼行政系主任。1935年1月10日，與王新命、何炳松、陶希聖等聯合署名在《文化建設》雜誌第1卷第4期上發表《中國本位的文化建設宣言》一文，又稱十教授宣言。
1937年，抗战爆发，随政治学校迁芷江，再迁重庆。1946年-1948年，赴广州担任国立中山大学法學院政治系教授兼院長。
到台湾后，曾任國立臺灣大學法学院政治系教授兼院長。曾幫助為第三高等學校出身的彭明敏、劉慶瑞以中文發表論文。曾遞補立法委员，中國國民黨中央評議員等職。
1984年，因肺炎入住臺大醫院；三個月後併發症病情轉劇、於4月13日晚間病逝，享壽87歲。5月5日於臺北市立第一殯儀館景行廳舉行公祭，隨後火葬。出殯時覆蓋中國國民黨黨旗與中華民國國旗

## 其他
- 彭明敏曾回憶他出任臺大政治系副教授時曾遭到攻擊，然而校長錢思亮始終支持他，院長薩孟武更盡力駁斥彭的批評者。彭明敏回憶在薩孟武的鼓勵和指導下，使彭明敏和劉慶瑞的漢文寫作能力在一兩年內就與大陸長大的「真正中國人」一樣好。彭明敏歸功於薩孟武耐心教導，薩孟武則說是在日本教育制度下，才能產生像他們這樣的優秀年輕學者。[5]:77

## 家族
出身于福州萨氏家族，其始祖为辅佐元世祖经略吐蕃有功的色目人（属西突厥部落葛罗禄）答失蛮，元代中期赐姓萨，后为蒙古族同化，明后更“从汉俗，弗称氏”。故如今其后人有的自认蒙古族，有的自认汉族。因先祖曾世居雁门，故常称雁门萨氏。元代末期一支迁居福州，名列福州八大家族。家族中人才辈出，包括元朝诗人萨都剌，明朝宣德年間礼部侍郎萨琦，近代更有萨孟武的叔祖：海军将领萨镇冰、曾任厦门大学校长的萨本栋和中山舰殉难时的舰长萨师俊等。
- 妻：林懿民。
- 長子：薩公強。
- 次子：薩公孚（1954年臺大經濟系畢業，2002年在美病逝）。
- 長女：薩公昭（1956年政治系畢，1979年冬在臺因癌病逝）。

## 著作
| 出版日期 | 書名                             | 出版社               | ISBN               |
| -------- | -------------------------------- | -------------------- | ------------------ |
| 1982年   | 《儒家政論衍義》                 | 三民                 | ISBN 9789571904    |
| 1995年   | 《中國社會政治史（三）》         | 三民                 | ISBN 9789571402    |
| 1995年   | 《新国家论》                     | 三民                 | ISBN 9789571903    |
| 2005年   | 自传《学生时代》                 | 三民                 | ISBN 9571441775    |
| 2005年   | 自传《中年时代》                 | 三民                 | ISBN 957144197X    |
| 2006年   | 《政治學》                       | 三民                 | ISBN 9571446203    |
| 2007年   | 《中國社會政治史（二）》（七版） | 三民                 | ISBN 9789571446530 |
| 2007年   | 《中國憲法新論》（修訂二版）     | 三民                 | ISBN 9789571445793 |
| 2007年   | 《中国政治思想史》               | 三民                 | ISBN 9789571447636 |
| 2011年   | 《中国社会政治史（一）》（六版） | 三民                 | ISBN 9789571448763 |
| 2011年   | 《中國社會政治史（四）》（六版） | 三民                 | ISBN 9789571455440 |
| 2011年   | 《西洋政治思想史》（六版）       | 三民                 | ISBN 9789571454955 |
| 2016年   | 《<红楼梦>与中国旧家庭》         | 北京出版社           | ISBN 9787200120905 |
| 2016年   | 《<西游记>与中国古代政治》       | 北京出版社           | ISBN 9787200120516 |
| 2016年   | 《<水浒传>与中国古代社会》       | 北京出版社           | ISBN 9787200120493 |
|          | 《孟武雜譚》                     | 台北，大西洋圖書公司 |                    |